# پارواتی

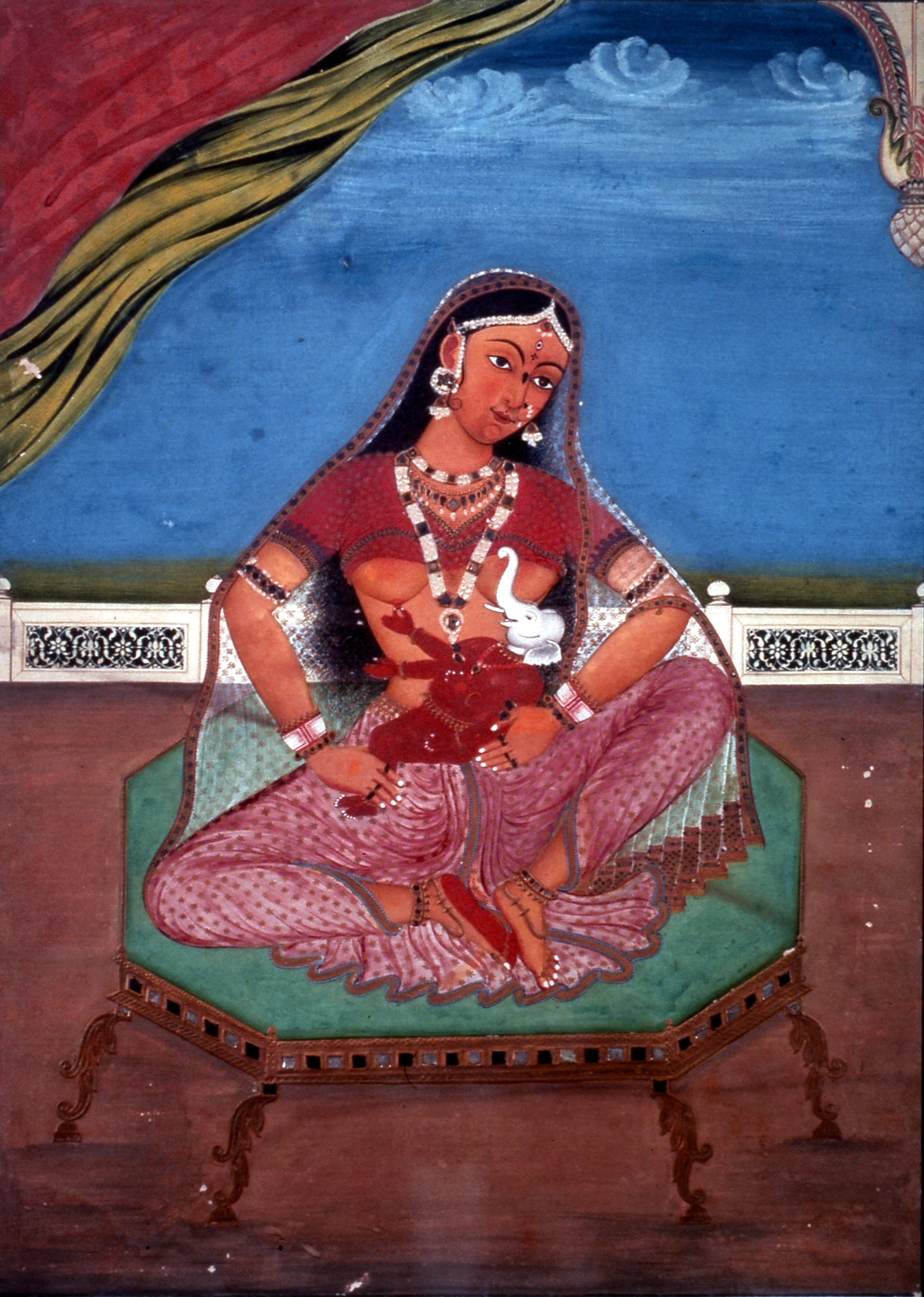
پارواتی

پارواتی (سانسکریت:पार्वती) ایزدبانوی عشق و خدای ویرانی و جوانسازی در آئین هندو، همسر دومین شیوا است. او نمود بازیافته داکشایانی، همسر نخستین شیواست. پارواتی مادر ایزدان گانش و سکاندا است. برخی، او را خواهر ایزد ویشنو دانسته‌اند. وی را از آن روی پارواتی می خوانند که در نزد هندوان، وی دختر هیماوان ایزد کوهستان است.